# Eine starke Familie
Eine starke Familie (Originaltitel Step by Step) ist eine US-amerikanische Sitcom, die zwischen 1991 und 1998 von den Sendern ABC und CBS ausgestrahlt wurde und in sieben Staffeln das Leben einer Stieffamilie aufzeigte.

## Handlung
Der geschiedene Handwerker Frank Lambert lernt die verwitwete Friseurin Carol Foster kennen und lieben. Das Paar heiratet daraufhin heimlich und beschließt, sich gemeinsam in Port Washington, Wisconsin, niederzulassen. Das einzige Problem der beiden sind sowohl die Kinder von Frank, J.T., Al und Brendan, als auch die drei Sprösslinge von Carol, Dana, Karen und Mark, die sich bei der ersten Begegnung sofort in die Haare kriegen und kaum Verständnis dafür zeigen, dass ihre Eltern plötzlich neu verheiratet sind.
Nur langsam gelingt es den beiden Familien, ihre Abneigung abzulegen und Freundschaft miteinander zu schließen. Für zusätzliches Chaos sorgt jedoch Franks verrückter aber netter Neffe Cody, der in einem Van in der Auffahrt der Familie wohnt und in Dana seine große Liebe gefunden zu haben glaubt. J.T.s Kumpel Rich kommt auch nach einiger Zeit in die Sendung. Er und Dana kommen durch Danas Nachhilfeunterricht für Rich zusammen.

## Hintergrund
Im Laufe der sieben produzierten Staffeln durchlief die Serie eine Vielzahl an Um- und Neubesetzungen:
Die Rollen von Ivy (Peggy Rea) und Penny Baker (Patrika Darbo), Carols Mutter und Schwester, wurden auf Grund mangelnden Zuschauerinteresses nach nur einer Staffel aus den Drehbüchern gestrichen; Brendan Lambert (Josh Byrne), der jüngste Spross der Familie, erschien insbesondere nach der Geburt von Tochter Lilly (Emily Mae Young) immer seltener und verschwand nach Ende der sechsten Staffel ebenfalls ohne weitere Erklärungen von der Bildfläche. Neffe Cody verließ Port Washington 1996, um auf Weltreise zu gehen (Aufgrund von Anschuldigungen seiner Frau, die ihn wegen häuslicher Gewalt verklagte, war Darsteller Sasha Mitchell gezwungen, die Serie noch im selben Jahr zu verlassen. Die Anschuldigungen beruhten jedoch auf einer Lüge.); seine Abwesenheit versuchten die Autoren mit Danas späterem Verlobten Rich Halke (Jason Marsden), J.T.s neuer Freundin Samantha Milano (Alexandra Adi) und Carols neuem Kollegen Jean-Luc (Bronson Pinchot) zu füllen. Nach nur einer Staffel beschlossen die Produzenten jedoch, die Rolle des Hairstylisten aus der Serie herauszunehmen.
Im Zuge einer Umstrukturierung des Programmes am Freitagabend wechselte Eine starke Familie (neben Alle unter einem Dach) 1997 schließlich trotz stetig sinkender Einschaltquoten zum Partnersender CBS. Obwohl der Sender versuchte, mit einem Gastauftritt der beliebten Figur Cody gegen Ende der 7. und damit letzten Staffel sein Publikum an sich zu binden, fielen die Quoten schnell ins Bodenlose. Die Sitcom endete infolgedessen im Juli 1998.

## Besetzung
| Figur                            | Darsteller                         | Deutscher Sprecher                     |
| -------------------------------- | ---------------------------------- | -------------------------------------- |
| Frank Lambert                    | Patrick Duffy                      | Hans-Jürgen Dittberner                 |
| Carol Foster-Lambert             | Suzanne Somers                     | Marina Krogull                         |
| John Thomas „J.T.“ Lambert       | Brandon Call                       | Boris Kretschmer Mario Voy Tarek Helmy |
| Alicia „Al“ Lambert              | Christine Lakin                    | Berenice Weichert                      |
| Brendan Lambert (St. 1–6)        | Josh Byrne                         | Nicolás Artajo Leon Keen               |
| Dana Foster                      | Staci Keanan                       | Ranja Bonalana                         |
| Karen Foster                     | Angela Watson                      | Dascha Lehmann                         |
| Mark Foster                      | Christopher Castile                | Jonas Bamberg Jan Rohrbach             |
| Cody „Codeman“ Lambert (St. 1–5) | Sasha Mitchell                     | Björn Schalla                          |
| Lilly Foster-Lambert             | Lauren & Kristina Meyering (St. 5) |                                        |
| Lilly Foster-Lambert             | Emily Mae Young (St. 6–7)          | Jeany Walpuski Adak Azdasht            |
| Ivy Baker (St. 1)                | Peggy Rea                          | Evelyn Meyka                           |
| Penny Baker (St. 1)              | Patrika Darbo                      | Angelika Milster                       |
| Rich Halke (St. 5–7)             | Jason Marsden                      | Tobias Nath Ozan Ünal                  |
| Jean-Luc Rieupeyroux (St. 6)     | Bronson Pinchot                    | Stefan Gossler                         |
| Samantha Milano (St. 6–7)        | Alexandra Adi                      | Katja Strobel                          |

## Trivia
- Die Serie teilt sich ein Serienuniversum mit einer Reihe weiterer ABC-Sitcoms. So hatte Alle-unter-einem-Dach-Protagonist Steve Urkel (Jaleel White) Gastauftritte in den Folgen 2 Der Tanzball sowie 143 Der Weg zum Ruhm und Staci Keanan war als Dana Foster in Das Leben und Ich in Folge 67 Der fröhlichste Ort der Welt zu sehen. In Folge 68 Verabredung mit einem Unbekannten war John Stamos zu Gast. Er spielte sich selbst, erwähnte jedoch seine Rolle des Jesse in der US-amerikanischen Fernsehserie Full House.
- Großteile der Kulissen wurden zeitgleich sowohl für Alle unter einem Dach als auch für die Produktion der Sitcom Der Hogan-Clan genutzt.
- Als Patrick Duffy 1986 zu Dallas zurückkehrte, ließ er sich die Produktion einer weiteren Serie zusichern. Nach Ende der Seifenoper war man also vertraglich daran gebunden, für Duffy exklusiv eine neue Serie zu kreieren. Aus den ersten Ideen entwickelte sich mit der Zeit schließlich der spätere Kontext in Eine starke Familie.
- Sasha Mitchell stieß kurzfristig zur Besetzung hinzu und erschien daher erstmals in der vierten Episode der Serie.
- Christopher Castile war zunächst nur als zweite Besetzung des Mark Foster vorgesehen. Obwohl der ursprüngliche Jungdarsteller nie für offizielle Aufnahmen vor der Kamera stand, war er im Vorspann der ersten Staffel zu sehen.
- Der Vorspann zur Serie wurde im Vergnügungspark Six Flags Magic Mountain in der Nähe von Los Angeles, Kalifornien gedreht. Die Colossus-Achterbahn, mit der die Lamberts und Fosters fahren, wurde 2014 durch einen Neubau an gleicher Stelle ersetzt.
- Der Vorspann der ersten Staffeln nennt einen Story Editor Rich Halke; diesen Namen trägt später der neue Freund von J.T.